# Чжужун (мифология)

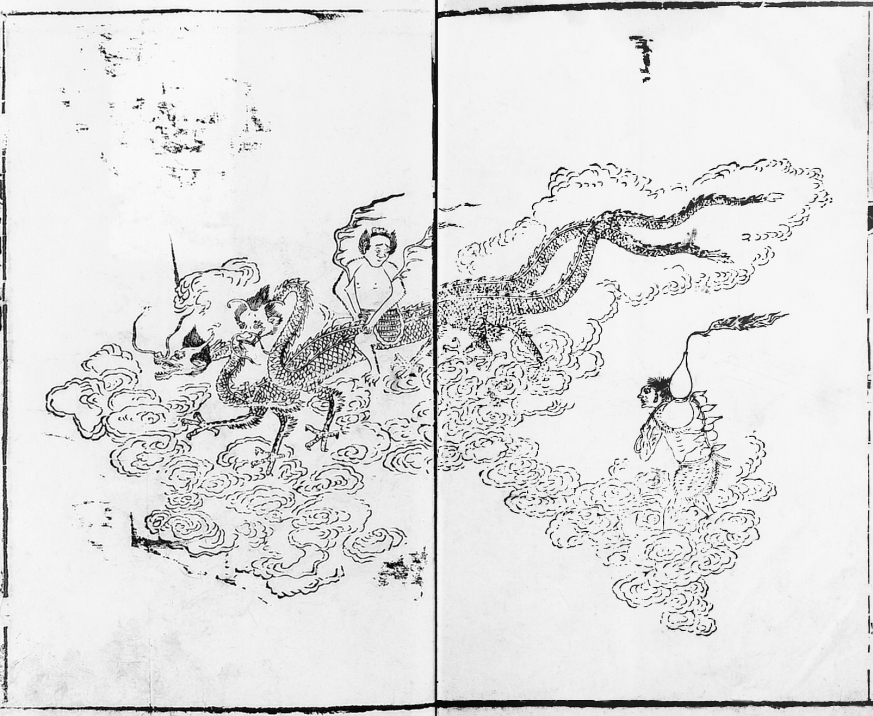
Чжужун на двух драконах, изображенный в «Книге гор и морей», издание 1597 года.

Чжужун или Чжу-юн (кит. 祝融), также известен как Чунли (кит. 重 黎) – божество огня в китайской мифологии и китайской народной религии.
В «Книге гор и морей» Чжужун описывается как существо с телом зверя, но лицом человека. В некоторых источниках у него глаза пчелы и свиное рыло. Он часто разъезжает на своей колеснице, запряженной парой драконов.
Образ Чжужуна иногда контаминируется с повелителем огня Ли. Его также почитали в качестве божества лета, помощника бога солнца Янь-ди, и божества Южного моря. Считался правителем юга, так как юг связан с огнём.

## Происхождение

### Происхождение иероглифов
Один из традиционных китайских иероглифов 融, который используется в имени Чжужуна, состоит из иероглифа 鬲 (li), отсылающего к ритуальному котлу или треножнику, который был распространен в раннем бронзовом веке и часто встречается при раскопках в северном Китае. Этот иероглиф сочетается с иероглифом 虫, связанным с обозначениями червей, змей и насекомых.
Согласно древним комментариям «Чжужун» означает «большой свет», а по историографу Бань Гу — «продолжатель [дела мифических государей древности]». Японский историк Мори Ясутаро переводит «Чжужун» как «огненная змея».

### Мифическое происхождение
В «Шань хай цзин» о Чжужуне рассказывается, что имя его отца значило «Игра с горшками», и имя дедушки Чжужуна переводилось как «Умелый горшок». Это подтверждает взаимосвязь между культурой и керамическими технологиями Китая.
Чжужун появлялся в самых древних мифах Китая. В прошлом китайская мифология считалась частью истории, поэтому о боге огня можно найти упоминания в труде «Ши цзи» историографа империи Хань Сыма Цяня. Там он описывается как реальная историческая личность, которая занимала должность министра огня.
Считается, что Чжужун – сын Гао-яна (также известного как Чжуань-сюй), бога неба. По другим сведениям он — его внук.

## Интересные факты
По имени Чжужуна был назван первый китайский марсоход, часть исследовательской миссии «Тяньвэнь-1».